# Rajon Tscherniwzi (Winnyzja)
Der Rajon Tscherniwzi (ukrainisch Чернівецький район/Tscherniwezkyj rajon; russisch Черневецкий район/Tschernewezki rajon) war eine Verwaltungseinheit innerhalb der Oblast Winnyzja im Süden der Ukraine. Der Rajon, welcher schon von 1923 bis 1962 bestand, wurde am 28. November 1990 neu gegründet, er hatte eine Fläche von 590 km² und eine Bevölkerung von etwa 20.000 Einwohnern. Der Verwaltungssitz befand sich in der namensgebenden Siedlung städtischen Typs Tscherniwzi.
Am 17. Juli 2020 kam es im Zuge einer großen Rajonsreform zum Anschluss des Rajonsgebietes an den Rajon Mohyliw-Podilskyj.
Auf kommunaler Ebene war der Rajon in 1 Siedlungsratsgemeinde und 13 Landratsgemeinden unterteilt, denen jeweils einzelne Ortschaften untergeordnet waren.
Zum Verwaltungsgebiet gehörten:
- 1 Siedlung städtischen Typs
- 32 Dörfer
- 6 Ansiedlung